# Телерадіомовлення
Телерадіомовлення, також мовлення — це розповсюдження аудіо- чи відеоконтенту на розсіяну у просторі аудиторію через будь-який електронний носій масової комунікації.
Телерадіомовлення набуло популярності після 1920 року. Термін був створений для опису розповсюдження інформації на широку аудиторію.  До того часу всі форми електронної комунікації (перші радіо, телефон, телеграф) надсилали повідомлення, що були призначені лише для одного одержувача. 
Зараз дана сфера включає громадські, а також приватні теле- та радіостанції. Кожен, хто має відповідне обладнання (наприклад, радіо або телевізор) може приймати сигнал. 
У більшості країн потрібна ліцензія для передачі програм з радіо- або телевізійних станцій на домашні приймачі.

## Історія мовлення
Першими в ефірі відправляли телеграфні сигнали, використовуючи азбуку Морзе, систему, розроблену в 1830-х роках Семюелем Ф.Б. Морзе. Це була телеграфна абетка (система кодування символів короткими і довгими сигналами для передачі їх по лініях зв'язку). Особливо важливим це було для зв'язку між суднами, а також для зв’язку від судна до берега. Однак, згодом це набуло великого значення й для ділових та загальних новин. 
На початку 1920-х років радіомовлення почало розповсюджуватися спочатку на діапазоні AM, а потім на діапазоні FM. Телевізійне мовлення набуло широї популярності після Другої світової війни. Супутникове мовлення бере свій початок в 1960-х роках.
Спочатку всі трансляції складалися з аналогових сигналів, але в 2000-х роках компанії перейшли на цифрові сигнали, використовуючи цифрову передачу. 

## Економічні моделі
Існує кілька способів надання фінансової допомоги телерадіотрансляціям:
- Комерційне мовлення: зазвичай приватні станції, канали, мережі, що надають інформацію громадськості й існують за рахунок продажу ефірного часу рекламодавцям;

- Громадське мовлення: зазвичай неприбуткові, державні станції, що існують за рахунок державних фондів та грантів;

- Публічне мовлення: вид ЗМІ, де телевізійна станція або радіостанція належить певній громаді. Наприкалад, у деяких випадках їми можуть управляти студенти коледжу або університету.

## "Записані" та "живі" трансляції
Перші регулярні телерадіотрансляції розпочалися в 1937 році. Загалом їх класифікують як "записані" та "живі". 
Перша категорія дозволяє вносити певні корективи у вже записаний матеріал, видаляти зайві або небажані фрагменти тощо. Американські радіомережі в 1930-х і 1940-х роках забороняли попередньо записані трансляції. Однак, під час Другої світової війни це обмеження було знято. 
Однак, недоліком записаного ефіру, в першу чергу, є те, що аудиторія може заздалегідь дізнатися про результати освітлюваних подій. 